# TFIIA
فاکتور رونویسی IIA (انگلیسی: Transcription factor II A) یک پروتئین هسته‌ای است که در فرایند رونویسی DNA وابسته به آران‌ای پلی‌مراز II شرکت دارد.
این مولکول یکی از فاکتورهای رونویسی پایه است که وجودشان در تمامی رونویسی‌های ژنی مرتبط با آران‌ای پلی‌مراز II ضروری است.